# Vienenburg
Vienenburg est un quartier de la ville de Goslar dans le land de Basse-Saxe, en Allemagne. L'ancienne ville autonome a été incorporée le 1er janvier 2014.

## Géographie

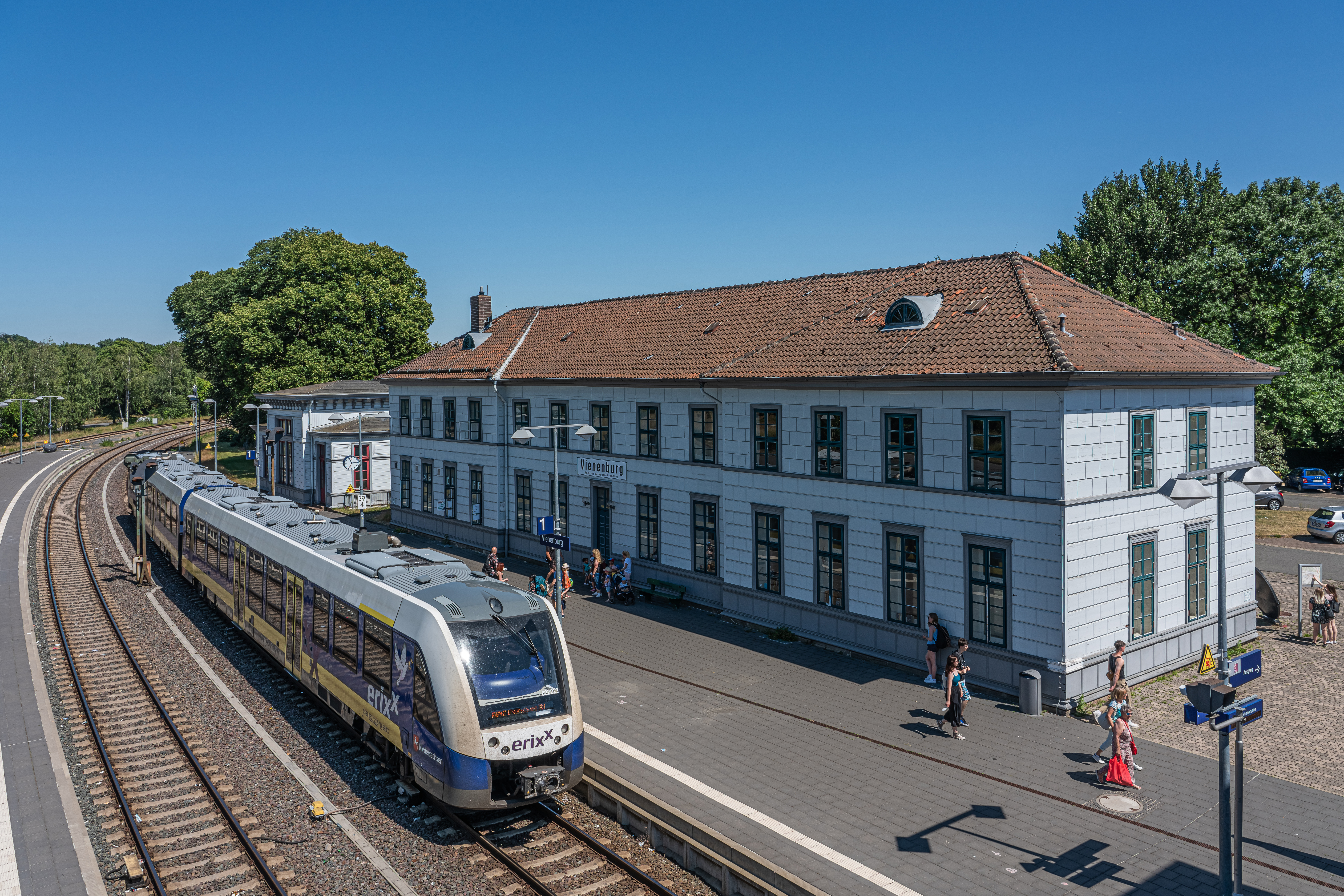
Gare de Vienenburg.

Le quartier est situé sur les rives de l'Oker dans les contreforts septentrionaux du Harz, au nord-est du centre-ville de Goslar. Le territoire de l'ancienne municipalité comprenait également les villages environnantes d'Immenrode, de Lengde, de Lochtum, de Weddingen et de Wiedelah.
Vienenburg est accessible par la Bundesautobahn 36 et la Bundesstraße 241. La station ferroviaire sur la ligne de Brunswick à Bad Harzburg fut inaugurée en 1841, c'est l'une des plus anciennes gares encore existantes en Allemagne.

## Histoire
En 1174, un monastère bénédictin a été fondé au hameau de Wöltingerode ; il devint néanmoins peu après un couvent des Cisterciennes, confirmé par l'empereur Frédéric Barberousse en 1188. Le pape Honorius III  confirma les propriétés de l'abbaye par acte du 3 octobre 1216.
Au début du XIIIe siècle, l'empereur Otton IV fit construire une forteresse sur la colline de Harly au nord. De là, ses troupes contrôlaient la route vers la ville de Goslar dont les citoyens ont pris parti pour son adversaire Philippe de Souabe. Plus tard, le fort revenait à ses descendants de la maison de Brunswick ; en 1291, il fut pris d'assaut et détruit par les forces de l'évêché de Hildesheim.

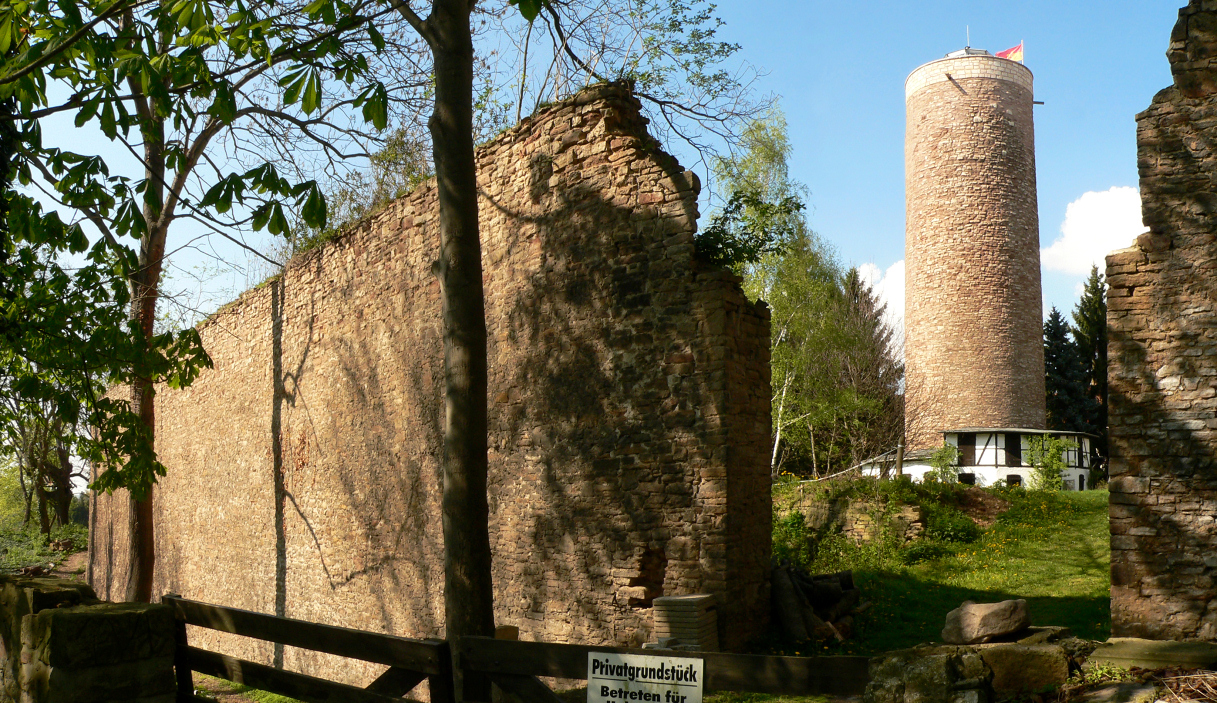
Ruines du château.

Peu après, un nouveau château up de Viene a été construit sur l'initiative des comtes de Wernigerode. Le lieu fut mentionné pour la première fois dans un acte de 1304. Les comtes vendent le fort aux évêques de Hildesheim en 1367.
Le domaine est conquis par les forces du duc Henri II de Brunswick-Wolfenbüttel au cours de sa querelle avec l'évêché de Hildesheim en 1523. Pendant la guerre de Trente Ans, en 1627, le généralissime Albrecht von Wallenstein a utilisé le château comme point d'appui. Finalement, Vienenburg revint à HildesheimH en 1643. Après le congrès de Vienne, la ville faisait partie du royaume de Hanovre puis de la province de Hanovre au sein du royaume de Prusse.

## Jumelage
- Forres (Écosse)

## Personnalités
- Frederick Rese (1791-1871), évêque de Détroit ;
- Christoph Gudermann (1798–1852), mathématicien ;
- Werner Willikens (1893-1961), homme politique du parti nazi ;
- Gustav Bosse (1884-1943), éditeur de musique.